# فلاديمير تاراسوف
فلاديمير تاراسوف (بالروسية: Владимир Юрьевич Тарасов)‏ هو لاعب هوكي الجليد روسي، ولد في 21 مارس 1968 في نوفوسيبيرسك في روسيا.

## وصلات خارجية
- فلاديمير تاراسوف على موقع EliteProspects.com (الإنجليزية)
- فلاديمير تاراسوف على موقع Eurohockey.com (الإنجليزية)
- فلاديمير تاراسوف على موقع HockeyDB.com (الإنجليزية)
- فلاديمير تاراسوف على موقع أوليمبيديا (الإنجليزية)